# Ред и закон: Злочиначке намере (7. сезона)
Седма сезона серије Ред и закон: Злочиначке намере је премијерно емитована на каналу НБЦ од 4. октобра 2007. године до 24. августа 2008. године и броји 22 епизоде.
Првих десет епизода седме сезоне емитовано је четвртком увече у 21:00 час (централно) попуњавајући место које је раније заузимала прва сезона серије Одстрел. Сезона је тада добила „јесенску завршницу“ епизодом „Бесмислено“ што се поклопило са штрајком Удружења сценариста Америке 2007. где су директор серије и звршни продуцент Ворен Лајт и остатак сценаристичког особља учествовали у прекиду рада. Првих десет епизода сезоне су једини произведени. Преосталих дванаест епизода настављено је са емитовањем недељом увече у 21:00 час (централно) – као претходница новој серији На јавном месту – почевши од 8. јуна 2008.

## Промена телевизије и снимање
Током мрежне ТВ сезоне 2006-07, Ред и закон: Злочиначке намере и изворни ред и закон почеле су да опадају у гледаности на НБЦ-у. Председник у време када је Џеф Закер био у телефонском интервјуу са творцем Диком Волфом када је обновио обе серије. Господин Закер је рекао да је план да се изворне епизоде Злочиначких намера преместе на САД Мрежу, а репризе ће се затим приказивати "убрзо након тога" на НБЦ-у, што је представљао је „нову парадигму за мрежну ТВ“. Волф је рекао да је одушевљен уговором јер је „мој циљ био да задржим све три серије (Ред и закон, ОСЖ и ЗН) покренуте и у раду." И изворна серија и Злочиначке намере добили су пуне наруџбине од 22 епизоде, иако већина серија за кабловске канале не производи више од 13. Господин Волф је рекао да је пронашао одређене уштеде у буџету како би посао учинио одрживијим, али да „ниједна од њих неће бити очигледна гледаоцима.“
Крис Нот који је тумачио детектива Мајка Логана рекао је на преласку са мреже на кабловску; „Кабл је вероватно будућност. Они посвећују много више пажње [серијама] него НБЦ, искрено.“ Нот је такође веровао да ће промена помоћи серији да се разликује од остатка франшизе, рекавши: „Срећни смо што смо се издвојили“. Винсент Д'Онофрио који је тумачио детектива Роберта Горена рекао је о промени: „Осећам се као да је спасио серију“. У интервјуу о свом лику, Ерик Богосијан (који је тумачио капетана Данијела Роса) размишљао је о пресељењу на САД, „Били смо једна од било ког броја серија на НБЦ-у, добијамо бројеве сваке недеље, нокаутирамо се да дамо најбоље што можемо, а мислим да нисмо имали реклама током целе сезоне. Бити на САД-у и имати их да нас загрле и бодре, осећамо да то заслужујемо. САД жели да успемо. Само се надам да ће више људи то гледати и размишљати."
Тематска музика је промењена у ону из тада угашене серије „Ред и закон: Суђење пред поротом“. Изворне епизоде седме сезоне емитоване су на САД Мрежи до августа 2008. године, а репризе на НБЦ-у су почеле у јануару 2008. Снимање седме сезоне прекинуто је обуставом рада Савеза сценариста Америке 2007. године када су учествовали извршни продуцент Ворен Лајт и остатак екипе у обустави рада. Само 10 од 22 наручене епизоде снимљене су пре обуставе рада док је преосталих 12 епизода почело да се емитује 8. јуна 2008.
У мају 2008. пре него што су се преостале епизоде вратиле, САД Мрежа одлучила је да обнови Злочиначке намере за осму сезону од шеснаест епизода. Неколико дана након што је САД Мрежа обновила серију, извршни продуцент Ворен Лајт објавио је да напушта серију пошто је одвео ЗН у најбољу драмску серију у основној кабловској серији у четвртом кварталу, више него удвостручивши публику на САД-у у 21:00 часа у термину четвртком из истог периода претходне године. Лајт је отишао на крају сезоне да би радио на ХБО-овој терапијској драми На терапији.

## Глумачка постава
Док су Злочиначке намере биле у прелазу са НБЦ-а на САД Мрежу, плате чланова глумачке поставе Винсента Д'Онофрија, Кетрин Ерб и Криса Нота су замрзнуте. Изгледи за замрзавање плата нису им одговарали јер обично уживају у порасту од најмање пет процената из године у годину. На крају су прихватили повишицу која није била плаћена за нову сезону и статичну по 350 хиљада долара за сваку од 11 произведених епизода и вратили се.
Џулијан Николсон је привремено заменила Алиша Вит која је глумила детективку Нолу Фалачи, нову ортакињу детектива Логана, док је она била на породиљском боловању. Николсонова се вратила у епизоди „Уговор“ која је емитована 15. јуна 2008. (са Мери Мекормак која је глумила Мери Шенон, свој лик из серије На јавном месту).
Крис Нот је одлучио да напусти серију на крају сезоне. Нот је за ТВ Водич рекао : „Када други нису могли да добију телевизијске серије у Њујорку, Дик Волф је нашао начин да то уради и као Њујорчанин заиста ценим све што је учинио за град. Последњих неколико година је је било фантастично, а обе стране су задовољне исходом. 'Све је добро што се добро сврши'.“ Нот је рекао да је разлаз „потпуно обостран“. Додао је: "Серија наставља да се мења и увек проналази нове људе. Недостајаће ми сви са којима радим сваки дан." Творац Дик Волф је рекао о Нотовом одласку „Крис је био члан изворне поставе серије „Ред и закон„ од почетка, а Мајк Логан је један од најпопуларнијих детектива у историји телевизије“, каже Волф. „Сви му желимо све најбоље.
Џеф Голдблум треба да замени Нота. „Џефово присуство ће додати нову размеру већ успешној серији“ рекао је Дик Волф у саопштењу.

## Улоге
- Винсент Д'Онофрио као Роберт Горен (Епизоде 1, 3, 5, 7, 9, 11, 13, 15, 17, 19, 22)
- Кетрин Ерб као Александра Имс (Епизоде 1, 3, 5, 7, 9, 11, 13, 15, 17, 19, 22)
- Крис Нот као Мајк Логан (Епизоде 2, 4, 6, 8, 10, 12, 14, 16, 18, 20-21)
- Алиша Вит као Нола Фалачи (Епизоде 2, 4, 6, 8, 10)
- Џулијан Николсон као Меган Вилер (Епизоде 12, 14, 16, 18, 20-21)
- Ерик Богосијан као Дени Рос

## Епизоде
| Бр. у серији | Бр. у сезони | Наслов                                                                         | Редитељ           | Сценариста                                                                                 | Премијерно емитовање | Прод. код | Бр. гледалаца (милиони) |
| --- | ------------ | ------------------------------------------------------------------------------ | ----------------- | ------------------------------------------------------------------------------------------ | -------------------- | --------- | ----------------------- |
| 134 | 1            | "Помирење"                                                                     | Хесус С. Тревињо  | Синопсис: Сајбан Бајерн О’Конор Сценарио: Ворен Лајт и Сајбан Бајерн О’Конор               | 4. октобар 2007.     | 07003     | 3.75                    |
| Смрт полицајца Кевина Квина повлачи Горена са саосећајног одсуства јер је случају дат највећа предност, али његова немилосрдна истрага доноси податке везане за смрт Имсиног мужа, а последице прете да постану катастрофалне. Случај се поново отвара и можда ослободи човека кога она криви за свој губитак. |              |                                                                                |                   |                                                                                            |                      |           |                         |
| 135 | 2            | "Семе"                                                                         | Џин де Сегонзек   | Синопсис: Питер Блонер Сценарио: Ворен Лајт и Питер блонер                                 | 11. октобар 2007.    | 07004     | 3.41                    |
| Док се опорављао од губитка сусетке и одласка своје претходне ортакиње, детектив Логан и његова нова ортакиња детективка Нола Фалачи раде на случају убиства акушера убијеног на обредан начин док решавају сложену породичну динамику, лекара са манијом бога и велику гунгулу око ДНК како би пронашли правог убицу који је чудо генетике. |              |                                                                                |                   |                                                                                            |                      |           |                         |
| 136 | 3            | "Осмех"                                                                        | Мајкл Смит        | Синопсис: Чарли Рубин Сценарио: Ворен Лајт и Чарли Рубин                                   | 18. октобар 2007.    | 07005     | 3.61                    |
| Детективи Горен и Имсова истражују убиство зубара за које се испоставило да је повезано са смрћу једног од његових младих болесника. Док Горен и Имсова испитују оба убиства, они прате траг кривотворене водице за испирање уста од улица Харлема до ФДА-а. |              |                                                                                |                   |                                                                                            |                      |           |                         |
| 137 | 4            | "Вољена"                                                                       | Константин Макрис | Синопсис: Жаклин Рејнголд Сценарио: Ворен Лајт, Џули Мартин и Жаклин Рејнголд              | 25. октобар 2007.    | 07006     | 3.28                    |
| Када се писац Ноа Брезнер пробудио након тројке са плавушом и смеђоми пронашао плавушу мртву, а смеђе нема, и нема појма шта се догодило, Одељење за тешка кривчна дела је позвано да истражи смрт НН девојке везане јапанским конопцима, а затим задављене. Мајк Логан и Нола Фалачи су у почетку збуњени овом језивом загонетком - њихов једини траг о идентитету и смрти девојке је пар смарагда који јој виси са ушију. |              |                                                                                |                   |                                                                                            |                      |           |                         |
| 138 | 5            | "Дубина"                                                                       | Ноберто Барба     | Синопсис: Дајана Сан Сценарио: Ворен Лајт, Џули Мартин и Дајан Сан                         | 1. новембар 2007.    | 07001     | 3.58                    |
| Прво се посумњало на тероризам пошто је тело младог рониоца арапина испливало на обалу. Првобитне сумње су да је покојник можда планирао терористички напад, тврде агенти ФБИ-а, али Горен сазнаје да је момак део екипе за потрагу за благом. Затим, детективи усмеравају своју пажњу на љубавницу жртве Дејну која постаје главна осумњичена. Остали могући осумњичени су месни препродавац новчића и Дејнин бивши муж Томи, власник личног брода и жртвин ортак за роњење Чили и оснивач мирољубиве фондације која је организовала експедицију Сајмон Харпер. |              |                                                                                |                   |                                                                                            |                      |           |                         |
| 139 | 6            | "Судија"                                                                       | Џин де Сегонзек   | Ворен Лајт и Џули Мартин                                                                   | 8. новембар 2007.    | 07002     | 3.28                    |
| Детективи Логан и Фалачијева истражују убиство жене њујоршког судије Врховног суда. |              |                                                                                |                   |                                                                                            |                      |           |                         |
| 140 | 7            | "Самоуправљање"                                                                | Кен Гироти        | Синопсис: Џером Херстон Сценарио: Ворен Лајт и Џером Херстон                               | 15. новембар 2007.   | 07007     | 8.20                    |
| Детективи Горен и Имсова истражују мучење и убиство младе списатељице што их је навело да открију потресну заверу иза њеног убиства. Када су детективи почели истрагу, посумњали су да је дечко жртве, познати растурач дроге, можда умешан у убиство своје покојне девојке, али проналазе га тешко претученог када им је на њега скренута пажња, али онда закључују да он и други растурачи дрогом нису имали никакве везе са убиством када је проверено његово покриће. Горен и Имсова почињу да се удубљују у свет књижевности за више одговора. Они испитују писца безобразника и његовог ментора господина Шилакоји су били део истог круга писања као и жртва. Испитивањем њеног љигавог агента поново добијају траг који их води трагом плагијата, обмане и преваре на путу ка решавању злочина. |              |                                                                                |                   |                                                                                            |                      |           |                         |
| 141 | 8            | "Напад"                                                                        | Том ДиСило        | Синопсис: Кејт Рорик Сценарио: Џули Мартин и Кејт Рорик                                    | 29. новембар 2007.   | 07008     | 3.85                    |
| Суђење за силовање пошло је по злу када је сведок убијен, али вероватни осумњичени – чланови фудбалске репрезентације оптужени за силовање – не изгледају тако вероватни и пажња се скреће на заступника. Логан и Фалачијева откривају сложену мрежу преваре у коју је укључен амбициозни случај силовања против скупине студената фудбалера и ПОТ-а Бронкса. |              |                                                                                |                   |                                                                                            |                      |           |                         |
| 142 | 9            | "Несметано"                                                                    | Кен Гироти        | Ворен Лајт, Чарли Рубин и Дајана Сан                                                       | 6. децембар 2007.    | 07009     | 4.57                    |
| Горен истражује јер његов братанац Дони, иначе затвореник који је биполаран, тврди да су затвореници злостављани до тачке убиства. Горен бива примљен на психијатријско одељење затвора без знања својих претпостављених како би истражио оптужбе свог братанца да чувари мрцваре затворенике. Пошто је Горен отишао на тајни задатак, а да то није разјаснио са својим надређенима, начелник Моран, Имсова и капетан Рос су га удаљили са дужности, али су добили укоре у својим досијеима због учешћа у Гореновој тајној операцији. Горен затим тражи од свог брата Френка да му каже где је Дони пошто је побегао из затворске установе. |              |                                                                                |                   |                                                                                            |                      |           |                         |
| 143 | 10           | "Бесмислено"                                                                   | Џин де Сегонзек   | Синопсис: Џули Мартин и Сајбан Бајерн О’Конор Сценарио: Ворен Лајт и Сајбан Бајерн О’Конор | 13. децембар 2007.   | 07010     | 4.33                    |
| Логан и Фалачијева истражују убиство троје младих бруцоша у стилу погубљења. Логан и Фалачила су узрујани у својим покушајима да пронађу осумњичене за очигледно разрачунавање банди око тројице студената који немају никакве везе са бандом. |              |                                                                                |                   |                                                                                            |                      |           |                         |
| 144 | 11           | "Чистилиште"                                                                   | Хесус С. Тревињо  | Синопсис: Сајбан Бајерн О’Конор Сценарио: Ворен Лајт и Сајбан Бајерн О’Конор               | 8. јун 2008.         | 07011     | 4.52                    |
| Још увек на одсуству из полиције, Горен одлучује да преокрене равнотежу у своју корист тајном операцијом надајући се да ће му то помоћи да се врати на посао док Имсова истражује троструко убиство за које се испоставило да је повезано са Гореновим случајем. Када је сазнала да је Горен никада није обавестио о свом задатку, Имсова постаје веома узнемирена што је довело до значајног раздора између ортака. |              |                                                                                |                   |                                                                                            |                      |           |                         |
| 145 | 12           | "Наручено убиство"                                                             | Џонатан Херон     | Синопсис: Питер Блонер Сценарио: Ворен Лајт и Питер Блонер                                 | 15. јун 2008.        | 07012     | 3.35                    |
| Детективи Логан и Вилерова истражују случај телевизијске водитеља кога уцењује познати колумниста таблоида. Када је дошао човек у полицију и био озвучен за детективе, кола су одлетела у ваздух, колумниста погинуо, а водитељ је тешко повређен. Детективи се налазе до краја у осумњиченима и побудама при чему се ниједно објашњење и осумњичени не могу искључити као могућност јер је колумниста изнуђивао новац од познатих личности, тобоже да отвори луксузни ресторан и покушава да заштити своју млађу сестру. На списку осумњичених налазе се мафијаш код кога је жртва имала велике коцкарске дугове и лекар који је оперисао многе реномиране спортисте, као и бескрупулозни режисер и његова супруга и помоћница – директорка студија која се узнемирила када је чула о било каквој умешаности дроге у вези са великом звездом која је недавно умрла на снимању. Док Логан и Вилерова почињу да спајају делове и откривају ужасан тајни живот секса и преваре који би могли бити мотивациони чинилац у злочину. |              |                                                                                |                   |                                                                                            |                      |           |                         |
| 146 | 13           | "Издаја"                                                                       | Мајкл Смит        | Синопсис: Дајана Сан и Меригрејс О’Шеј Сценарио: Ворен Лајт и Чарли Рубин                  | 22. јун 2008.        | 07013     | 4.69                    |
| Преварени пар бежи заједно и нестаје остављајући изгубљену старију жену која је излазила са капетаном Росом да покуша да покупи комадиће. Убрзо након тога, она постаје осумњичена. |              |                                                                                |                   |                                                                                            |                      |           |                         |
| 147 | 14           | "Атентатор"                                                                    | Ноберто Барба     | Синопсис: Џули Мартин и Ерик Овермајер Сценарио: Ворен Лајт и Џули Мартин                  | 29. јун 2008.        | 07014     | 4.04                    |
| Детективи Логан и Вилерова истражују покушај убиства жене убрзо након повратка у Сједињене Државе из Јужне Азије. Политичка мученица и утицајни вођа, Бела Кан води етничку скупину и очигледно изгледа да је мета политичког убиства. Упоредо са прикупљањем доказа, Логан и Вилерова испитују тело убице кога је убио њен телохранитељ, али је атентатор успео да испали два хица од којих је један оборио њену младу помоћницу која је жртвовала сопствени живот, бацивши се пред шефицу како би примила кобни метак. У почетку, детективи су своју сумњу пребацили на телохранитеља, али породица активиста потпуно верује свом ангажованом обезбеђењу и одбацује могућност да би човек могао да буде саучесник у покушају убиства. Тада детективи одлучују да озлоглашену жену ставе под строги надзор ради њене заштите. У међувремену, агент ФБИ-ја сазнаје за убицу који је ушао у земљу и за кога сумња да је припремио још један покушај убиства против ње. Под заштитом обезбеђења, она се следећи пут појављује у јавности на парастосу својој помоћници. Ипак, детективи су се изненадили када су сазнали да је њеног оданог телохранитеља оборио снајпер док је вожен у полицијски притвор, далеко од говора на гробљу. Случај добија нови преокрет када су Логан и Вилерова зашли дубље у женину богату породицу. |              |                                                                                |                   |                                                                                            |                      |           |                         |
| 148 | 15           | "Молим вас, поручите да више не примам препоручена писма од Хенрија Кисинџера" | Кевин Бреј        | Синопсис: Меригрејс О’Шеј Сценарио: Ворен Лајт и Меригрејс О’Шеј                           | 6. јул 2008.         | 07015     | 4.88                    |
| Док је водио свог трогодишњег сина у вечерњу шетњу парком, берзански аналитичар Скип Лоу је убијен од стране некога ко му је био познат. Док детективи истражују убиство, Палома Рензи, мајка још једног малишана, убијена је под сличним околностима. Детективи Горен и Имсова проналазе везу између две жртве, али када се трећи родитељ са трогодишњим дететом појавио као жртва (и испоставило се да је прва жртва), изгледа да она нема никакве везе са Скипом и Паломом па Горен и Имсова померају усредсређеност на Дневни центар који је заједнички за сво троје деце, где постоји и искључив дуги списак чекања. |              |                                                                                |                   |                                                                                            |                      |           |                         |
| 149 | 16           | "На окупу"                                                                     | Џин де Сегонзек   | Синопсис: Жаклин Рејнголд Сценарио: Ворен Лајт и Жаклин Рејнголд                           | 13. јул 2008.        | 07016     | 4.89                    |
| Водитељка телевизијске емисије Силвија Роудс је насмрт претучена флашом шампањца. Њено убиство може бити повезано са њеним бившим занимањем скупине са познатим музичарем Џордијем Блеком, омиљеном рок звездом детективке Вилера из њених средњошколских дана чија тајна прошлост гура Вилерино дивљење до ивице. Роудсова смрт ставља Џордија Блека и његову супругу Тару на врх списка осумњичених заједно са Роудсовим сином Мајлом, помоћницом Авом и породичним заступником. Међутим, побуда убиства Силвије Роудс није онаква како изгледа јер су детективи сазнали ко је прави осумњичени. |              |                                                                                |                   |                                                                                            |                      |           |                         |
| 150 | 17           | "Чин нестајања"                                                                | Питер Вернер      | Синопсис: Џером Херстон Сценарио: Ворен Лајт и Џером Херстон                               | 20. јул 2008.        | 07017     | 4.83                    |
| Детективи Горен и Имсова истражују случај човека који је пронађен мртав под чудним околностима након магијског чина. На почетку су приказана два веома различита чина илузионизма, један Мајлса Стоуна, младог ескаполога и славне личности, а други Великог Кармина, алкохоличара. Док Стоун изводи акробацију у којој је закопан више од 30 дана, Кармин изводи трик где се лепа жена крије у кутији и изгледа да је прободена мачевима, али чинови добијају нови обрт када пошто се кренули по злу јер је Стоуну позлило у закопаном ковчегу, а када је ковчег отворен, он није био унутра. Истовремено, Кармајн отвара сопствену магичну кутију како би тамо пронашао Стоуна, са седам мачева забодених у његово тело. Током истраге, Горен и Имсова испитују Кармина и откривају да је његова првобитна помоћница нестала са посла због одмора, а изгледа да је и њена замена нестала пошто је пронађено Стоуново тело. Иако старац није потпуно елиминисан као осумњичени, понудио је покриће које их наводи да схвате да су други људи могли бити умешани. На списку осумњичених се налази Дин Халидеј, реномирани илузиониста којег је заједно са Стоуном обучавао стари мађионичар и Џејкоб Грин, висококвалификовани техничар који је био задужен за Стоунов чин. Јасно је да је мали круг осумњичених имао своје побуде да желе овог мађионичара мртвог. Пошто су даљња испитивања показала да је жртви дат калијум хлорид путем инфузије како би изгледало да је имао срчани удар, детективи усмеравају своју пажњу на несталу тајанствену жену која би могла бити посљедњи део слагалице у решавању случаја. |              |                                                                                |                   |                                                                                            |                      |           |                         |
| 151 | 18           | "До десет"                                                                     | Алекс Чепл        | Синопсис: Џули Мартин Сценарио: Ворен Лајт и Џули Мартин                                   | 27. јул 2008.        | 07018     | 4.32                    |
| Детективи Логан и Вилерова истражују свет почетничког бокса пошто је брат младића коме је Логан некад био ментор избоден на смрт испред ноћног клуба док је покушавао да смири свађу у бару неколико сати пошто је добио наградну борбу. Логан се залаже за себе и Вилерову у решавању злочина па детективи откривају намештаљке и исплате које чине живот ван ринга једнако опасним као и живот у њему, али морају да утврде да ли је сукоб можда изрежиран. Логан се обавезује и на решавање злочина. Нажалост, док он и Вилерова истражују свет почетничког бокса, тајне и издаје усложују случај. |              |                                                                                |                   |                                                                                            |                      |           |                         |
| 152 | 19           | "Наследство"                                                                   | Бети Каплак       | Синопсис: Алан Кингсберг и Кејт Рорик Сценарио: Ворен Лајт и Алан Кингсберг                | 3. август 2008.      | 07019     | 4.92                    |
| Детективи Горен и Имсова истражују случај Пола Филипса, ученика елитне приватне школе пронађеног мртвог, обеженог о надземне цеви у котларници. Детективи истражују место злочина и упознају професорку ренесансне уметности госпођу Ану Нобиле која је пронашла тело дечака и сазнају да она има ћерку Тесу која је такође ученица школе. Прелиминарни налази показују да се чини да је смрт самоубиство све док Горен није загребао испод површине. Он открива свеже блато на Половим патикама док Имсова додаје да је чвор био пловидбени чвор и да недостају Полов мобилни телефон и ранац. Рекли су капетану Росу о жртви. Његов отац је корпоративни предузетник познат по тврдоћи, а Горен теоретише да се човек осрамотио због свог сина. Затим се детективи састају са родитељима жртве. Мајка каже да се радовао матурској вечери, али не зна како је прошло јер су отишли ван града на регату. Отац не реагује добро, вређа их. У мртвачници, др. Роџерс обавештава детективе да је узрок смрти младића гушење вешањем, али му је лобања напрсла. Роџерсова им показује модрице старе два до три дана по целом телу и закључује да је жртва свирепо претучена пре смрти. Горен и Имсова разговарају са Џеком Вокером, дечаком за кога је педагог рекао да би могао бити Полов друг. Код куће Џек показује детективима гротескни цртани филм који је жртва направила. Касније им полицијски рачунарски техничар показује снимак скупине девојака које носе спортске наочаре и маске и нападају Пола, обарају га, шутирају ногама и ударају рукама. Ипак, истражитељи не могу да докажу своје теорије док педантно истраживање није довело до изгубљеног трага који би могао бити карика која недостаје за решавање случаја. |              |                                                                                |                   |                                                                                            |                      |           |                         |
| 153 | 20           | "Комшијска смена"                                                              | Кевин Бреј        | Синопсис: Ерик Овермајер Сценарио: Ворен Лајт и Ерик Овермајер                             | 10. август 2003.     | 07020     | 4.16                    |
| Комшилук добија обавештења од скупине за праћење да се усељава сексуални преступник. Цела заједница ускоро загорчава живот преступнику. Следећег дана, његово обезглављено тело је пронађено како плута у Маспет Крику. Логан и Вилерова сазнају да се преступник Кајл Џонс изјаснио кривим за законско силовање. Он је имао 19. година, а девојка 15. Он је одробијао пет година и вратио се кући код мајке када се убиство догодило. И Џонсова мајка и девојка о којој је реч кажу да је секс био споразуман, а тужбу су поднели родитељи девојчице, а тужитељка је била Тери Драјвер, ПОТ која је од тада стекла име. Истрага детектива открива лоше понашање у тужилаштву и Логану ствара нове непријатеље. |              |                                                                                |                   |                                                                                            |                      |           |                         |
| 154 | 21           | "Последњи обреди"                                                              | Том ДиСило        | Синопсис: Сајбон Бајерн О’Конор и Меригрејс О’Шеј Сценарио: Ворен Лајт и Питер Блонер      | 17. август 2008.     | 07021     | 4.64                    |
| Логанови и Вилерини послови су доведени у опасност када је Логана свештеник убеди да поново отвори случај који би могао да открије мићење ПОТ-а која ће ићи на све што је потребно – укључујући и уклањање Логана и Вилерове са својих послова – како би задржала истину у тајности. |              |                                                                                |                   |                                                                                            |                      |           |                         |
| 155 | 22           | "Обреди"                                                                       | Ноберто Барба     | Синопсис: Џули Мартин и Кејт Рорик Сценарио: Ворен Лајт                                    | 24. август 2008.     | 07022     | 5.20                    |
| Детектива Роберта Горена посећује прошлост када је на гробу своје мајке пронашао слику која указује да се вратио стари непријатељ. Случај постаје сложенији када су се његов брат и ментор поново појавили. Горенов брат Френк је убијен, а за Никол Валас изгледа да је убица. Након тога, људи које држи до себе завршавају у озбиљној опасности, а Горен је гурнут до тачке слома како би решио свој најтежи случај до сада. |              |                                                                                |                   |                                                                                            |                      |           |                         |

## Напомена
1. ↑  Епизода "Наручено убиство" је унакрсна епизода са серијом "На јавном месту".